# Hösbach

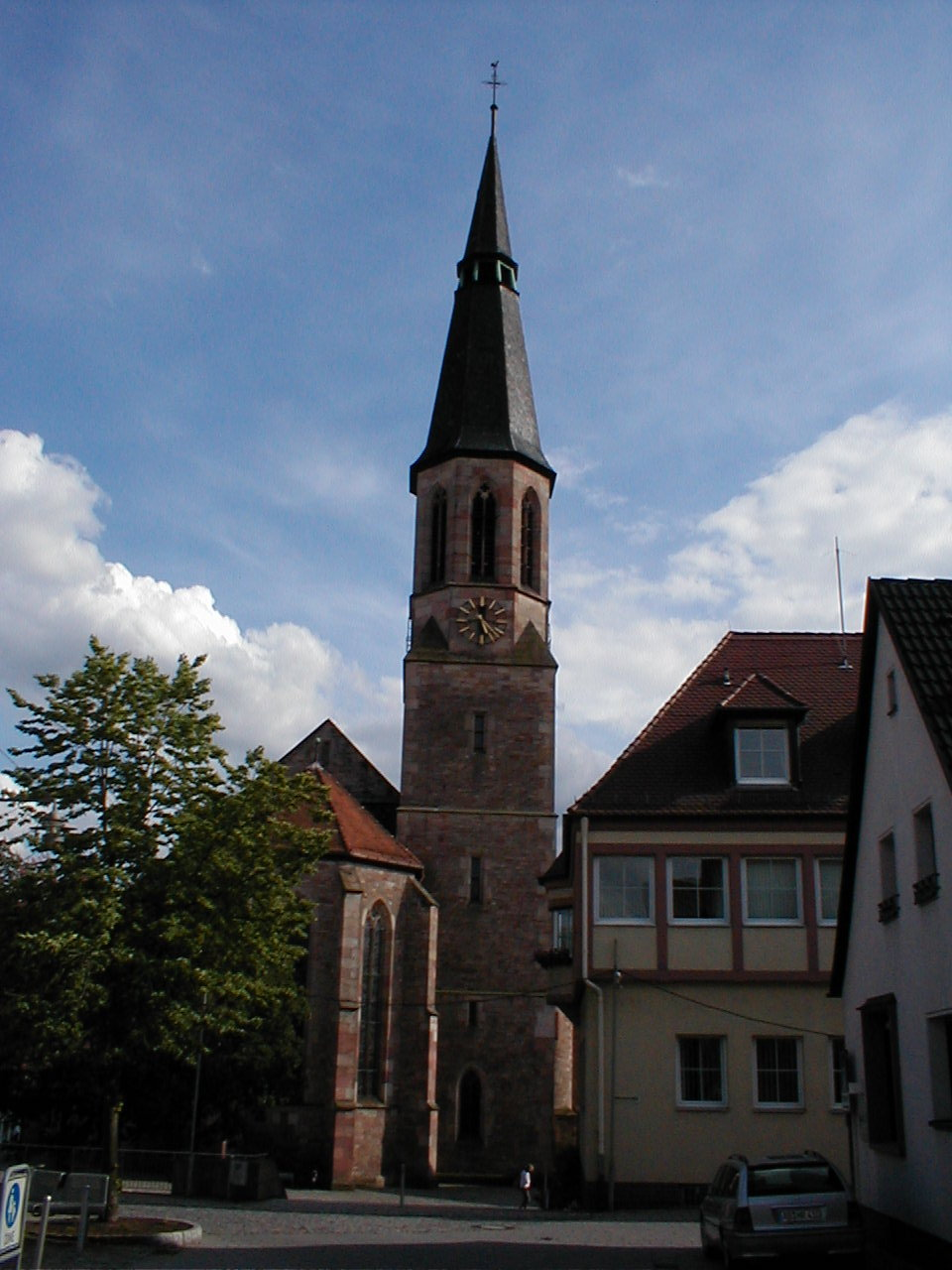
Parochiekerk van St Michael

Hösbach is een gemeente in de Duitse deelstaat Beieren. De gemeente, met de status Markt, maakt deel uit van het Landkreis Aschaffenburg.
Hösbach telt 13.154 inwoners.

## Geboren in Hösbach
- Willigis Jäger (1925-2020), benedicijner monnik, zenmeester en mysticus

Alzenau in Unterfranken ·
Bessenbach ·
Blankenbach ·
Dammbach ·
Geiselbach ·
Glattbach ·
Goldbach ·
Großostheim ·
Haibach ·
Heigenbrücken ·
Heimbuchenthal ·
Heinrichsthal ·
Hösbach ·
Johannesberg ·
Kahl am Main ·
Karlstein am Main ·
Kleinkahl ·
Kleinostheim ·
Krombach ·
Laufach ·
Mainaschaff ·
Mespelbrunn ·
Mömbris ·
Rothenbuch ·
Sailauf ·
Schöllkrippen ·
Sommerkahl ·
Stockstadt am Main ·
Waldaschaff ·
Weibersbrunn ·
Westerngrund ·
Wiesen